# Mia Svele
Mia Solberg Svele (* 16. April 2001 in Elverum, Norwegen) ist eine norwegische Handballspielerin, die für den norwegischen Erstligisten Storhamar Håndball aufläuft.

## Karriere

### Im Verein
Svele erlernte das Handballspielen beim norwegischen Verein Storhamar Håndball. Im Frühjahr 2017 gab die damals 16-jährige Rückraumspielerin ihr Debüt in der Erstligamannschaft von Storhamar Håndball. Im Sommer 2020 wechselte sie zum dänischen Erstligisten Nykøbing Falster Håndboldklub. Im Oktober desselben Jahres zog sich Svele einen Kreuzbandriss zu, der sie zu einer 14-monatigen Pause zwang. In der Saison 2022/23 stand sie mit Nykøbing Falster Håndboldklub im Finale der EHF European League, in dem die Mannschaft unterlag. Im Sommer 2023 kehrte sie zu Storhamar Håndball zurück. Svele stand mit Storhamar Håndball im Jahr 2024 erneut im Finale der EHF European League, in dem sie diesmal den Titel gewann. Im selben Jahr gewann sie weiterhin den norwegischen Pokalwettbewerb. 2025 gewann sie mit Storhamar Håndball erstmals die norwegische Meisterschaft. Zur Saison 2025/26 wird sie erneut beim Nykøbing Falster Håndboldklub unter Vertrag stehen.

### In Auswahlmannschaften
Svele bestritt 26 Länderspiele für die norwegische Jugendnationalmannschaft, in denen sie 79 Treffer erzielte. Bei der U-17-Europameisterschaft 2017 gewann sie mit Norwegen die Silbermedaille. Im Finale gegen Deutschland, das die norwegische Auswahl mit 18:23 verlor, warf Svele drei Tore. Im darauffolgenden Jahr belegte sie mit Norwegen den elften Platz bei der U-18-Weltmeisterschaft. Svele erzielte im Turnierverlauf mit 21 Treffern die drittmeisten Tore für ihre Auswahlmannschaft.

## Sonstiges
Ihr Vater Bent Svele war Mannschaftskapitän der norwegischen Handballnationalmannschaft.